# فرودگاه صحرایی ارتشی هانتر
فرودگاه صحرایی ارتشی هانتر (به انگلیسی: Hunter Army Airfield) یک فرودگاه نظامی با کد یاتا SVN است که یک باند فرود آسفالت دارد و طول باند آن ۳۴۶۷ متر است. این فرودگاه در شهر ساوانا، جورجیا کشور ایالات متحده آمریکا قرار دارد و در ارتفاع ۱۲ متری از سطح دریا واقع شده‌است.